# トッキブツ
トッキブツは、かつてケイダッシュステージに所属した日本のお笑いコンビで、2024年1月26日に解散した。

## メンバー
山田（やまだ、1987年3月5日 - ）（38歳）
ボケ担当で立ち位置は向かって左側。
本名は清水雅大（しみず まさひろ）、愛知県刈谷市出身、身長178センチメートル (cm)、血液型O型、趣味はアニメ鑑賞、釣り、ゲーム、ベース、特技は身体と足裏のマッサージ。3年間リラクゼーションでバイト。普通自動車第一種免許、普通自動二輪免許、ボクシングプロライセンスを有する。
高校卒業後に自動車工場勤務と2年のニート期間を経てお笑い養成所に入るために上京した。
2020年頃から伸ばしているあごひげをトレードマークとする。相方が作るネタに登場する清水のキャラが自身の性格と違うため本名で活動することが苦しくなり、清水ではない別の人格としてお笑いをしたいという理由から、2021年12月に芸名を「山田」に改名した 。
トッキブツ解散後は個人名を清水に改め、新コンビ「ウマミスタジオ」を結成しフリーで芸人活動を継続している。

太田（おおた、1990年3月2日 - ）（35歳）
ツッコミ担当で立ち位置は向かって右側。
本名は太田光司（おおた こうじ）、茨城県水戸市出身、身長172cm、血液型A型、趣味は団地鑑賞、鉄道旅行、B級スポット巡り、特技は駅伝関東大会に出場したマラソン、乗換案内、ブックオフでバイトリーダーを経験した棚の書籍補充、情報技術検定3級。
既婚で、2018年1月30日放送『ウチのガヤがすみません!』でプロポーズに成功して5月18日に入籍を報告する。
2021年12月に芸名を太田光司から太田へ改名し、2024年8月に芸名を「黒川 団地」へ改名して新コンビ「チャバシラ」の結成と太田プロに所属することを発表した。

## 来歴・芸風
ワタナベコメディスクールの同期として出会う。太田は女性芸人と、山田は異なる相方と「トッキブツ」、それぞれコンビを組んでいたが、互いのコンビ解散で太田が山田を誘い、半年間断られた末にコンビを結成する。当初はコンビ「オヌール」で活動するが、覚えてもらいにくかったため「トッキブツ」に改名した。フリー期間を経て2015年7月からケイダッシュステージに所属する。
日常で見掛けるおかしな人を、山田が声を張り上げずに演ずるコントを多く披露したが、2018年頃からスローテンポな漫才を演ずる。
2024年1月26日に太田のSNSでコンビ解散を発表した。解散後は両者ともに事務所を退所して芸人活動を続行している。

## 賞レース成績

### M-1グランプリ
| 年     | 結果      | エントリー No. | 会場                   | 日時     |
| ------ | --------- | -------------- | ---------------------- | -------- |
| 2018年 | 1回戦出場 | 900            | 新宿シアターモリエール | 9月6日   |
| 2019年 | 2回戦進出 | 316            | 雷5656会館ときわホール | 10月18日 |
| 2020年 | 2回戦進出 | 530            | よしもと有楽町シアター | 11月5日  |
| 2021年 | 2回戦進出 | 330            | 雷5656会館ときわホール | 10月18日 |
| 2022年 | 2回戦進出 | 1115           | 雷5656会館ときわホール | 10月12日 |
| 2023年 | 2回戦進出 | 2599           | 雷5656会館ときわホール | 10月24日 |

### その他
- 2021年 おもしろ荘最終選考進出[13]
- 2023年 おもしろ荘最終選考進出[14]

## 出演

### テレビ
- ～あなたの日常に“笑い”をお届け！～ デリ芸（2015年7月28日、関西テレビ）
- 水曜日のダウンタウン（2017年6月28日、TBS）太田のみ
- 真夜中のおバカ騒ぎ（2018年9月13日・9月15日、チバテレ・TOKYO MX）
- ウチのガヤがすみません！（2018年1月30日・2月27日・4月3日・2020年6月30日[15]、日本テレビ）
- リトルトーキョーライフ（2019年3月20日[16]・9月25日、テレビ東京）太田のみ
- 林先生の初耳学（2020年6月14日、TBS）太田のみ
- 5時に夢中!（2022年5月24日、TOKYO MX）太田のみ

### ラジオ
- サンドウィッチマンの天使のつくり笑い（2019年6月11日、NHKラジオ第1放送）

### Web
- K-DASH NEW GENERATION（つたほ AKIBA伝えたい！放送局）
- 茨城縦断！底抜けミラクルクイズ（いばキラTV、2017年9月1日～2017年10月3日）[17]
- トッキブツ・太田さんと団鉄サミット！[18]（2018年12月27日、うちまちだんち）
- 奥森皐月の公私混同（2022年10月27日[19]、テレ朝動画logirl）太田のみ
- 佐藤あずさのウチのさとあずがすみません！（2021年11月4日 -  [注 4]、ニコジョッキー）

### 映画
- 映画 おそ松さん（2022年）[20] - パチンコの客役